# Macquaria ambigua
Espèce
Le Perche dorée (Macquaria ambigua) est un poisson démersal et potamodrome vivant en Australie. D'une longueur maximale connue de 76 cm (pour un mâle), sa longévite est estimée à un maximum de 20 ans.

## Protection
La perche dorée est listée sur la Loi de protection de la flore et de la faune de 1988 de l'État australien de Victoria et classifiée comme "Vulnérable".